# エリザベータ (お笑い芸人)
エリザベータ（Elizaveta、1986年10月25日 - ）は松竹芸能所属のお笑いタレント。お笑いコンビ「てんとうむし」の元メンバー。女性。

## 来歴
ラトビア共和国リガ市出身のラトビア人。ラトビアにいた時から『風雲!たけし城』『キャンディ・キャンディ』『ポケットモンスター』を見て日本に興味を持ち、2009年に来日。かつては石川県を拠点にして活動、同県内灘町の「恋人の聖地」キャンペーンガールに選ばれ、石川県を舞台にした映画やドラマ、石川のローカル番組などに出演していた。その後東京へ移り、最初は日本のアニメが好きであることから声優学校に入学したが、友達からお笑い向きだということを言われたことから、2011年4月に松竹芸能タレントスクールに20期生として入学、松竹芸能に所属して活動を開始。なお松竹芸能を選んだきっかけは、松竹が歌舞伎の興業元であることを知ったことからとのこと。
最初はピンで活動。2012年から、ごーちん（青木剛）とのコンビ「てんとうむし」を結成し、このコンビで活動していたが、2013年2月いっぱいで解散。その後は再びピンでの活動に戻る。芸人活動をする一方で、生計を立てるために飲食店のアルバイトや通訳の仕事もしている。
具志堅用高を中心とする親睦会「具志堅会」のメンバーである。
ラトビア語、英語、ロシア語、日本語の4か国語が話せる。ピンで活動の場合は、漫談、一人コント、物真似を主に演じている。物真似のレパートリーにはレディー・ガガなどがある。また、特技の早化粧を使って「約20秒でバカボンのパパや、あしたのジョーの丹下段平になる」という芸を持っている。「てんとうむし」での活動の時は、コントのネタが多かった。
現在は結婚しており、2018年4月時点で2歳になる娘がいる。

## 出演

### テレビ
- となりのテレ金ちゃん（テレビ金沢）
- 石川県ふるさとCM大賞（北陸朝日放送）
- 爆笑そっくりものまね紅白歌合戦スペシャル（フジテレビ）- マリア・テレサ・ガウと「ガウ&エリザベータ」で出演することも多い。
- ものまね王座決定戦（フジテレビ）
- 潜入!リアルスコープ（フジテレビ）
- 森田一義アワー 笑っていいとも!（フジテレビ）- 『勝ち抜きウルトラソウル選手権』コーナー
- ノンストップ!（フジテレビ）
- 花嫁のれん（東海テレビ放送、フジテレビ系列）
- 復活!!IQサプリ2013〜天才軍団に立ち向かえ!最強スッキリ王決定戦～（フジテレビ）- 2013年1月22日
- TOKYO EYE（NHKワールドTV）
- 東京都さまぁ〜ZOO（テレビ東京）
- 新春! 暗躍ブローカー〜東西暗躍スター夢の共演〜（関西テレビ）- 2012年1月2日
- 〜あらゆる世界を見学せよ!〜潜入!リアルスコープ（フジテレビ）- 2012年1月14日
- IPPONスカウト（フジテレビ）- 2012年11月17日
- 女の子宣言! アゲぽよTV（MBSテレビ）- 2013年1月23日 - 2015年7月8日。アゲぽよNo.36
- チャンネルΣ『生活向上マル得直販バラエティ!芸能界お悩み解決!世話焼き隊!!』（フジテレビ）- 2013年3月16日
- ホムカミ〜ニッポン大好き外国人 世界の村に里帰り〜（MBSテレビ・TBS）- 2013年3月21日
- マバタキー（フジテレビ）- 2013年3月27日
- サキよみ ジャンBANG!（テレビ東京）- 2013年5月17日
- 初詣!爆笑ヒットパレード（フジテレビ）- 2014年1月1日、「濱口コントサークル」のメンバーとして出演。
- お願い!ランキング（テレビ朝日）- 2014年3月15日
- ナカイの窓（日本テレビ）- 2014年4月23日、具志堅会のVTRの中で出演

### 映画
- さくら、さくら 〜サムライ化学者・高峰譲吉の生涯〜
- TAKAMINE〜アメリカに桜を咲かせた男〜（2011年、アーク・フィルムズ）